# Operació IA Feature
Operation IA Feature fou una operació de la CIA, autoritzada pel govern dels Estats Units, per tal de donar suport als militants del Front Nacional d'Alliberament d'Angola de Holden Roberto i UNITA de Jonas Savimbi durant la Guerra Civil angolesa. Estava estretament vinculada amb els esforços paral·lels de Sud-àfrica (Operació Savannah) i Zaire. El  president Gerald Ford va aprovar el programa el 18 de juliol de 1975 tot i la forta oposició dels funcionaris al Departament d'Estat i la CIA. El descobriment del programa va sacsejar el Congrés i va prohibir la participació dels Estats Units en Guerra Civil angolesa a través de l'Esmena Clark.
Ford va dir William Colby, el director de la CIA "seguiu endavant i feu-ho", amb un finançament inicial de 6 milions de dòlars. Es va atorgar un finançament addicional de 8 milions $ el 27 de juliol i uns altres 25 milions $ a l'agost.

## Crítiques
Dos dies abans de l'aprovació del programa Nathaniel Davis, el secretari d'Estat adjunt, van dir Henry Kissinger, el Secretari d'Estat dels Estats Units, que creia que mantenir el secret d'IA Feature seria impossible. Davis va predir correctament que la Unió Soviètica respondria augmentant la seva participació a Angola, el que portaria a més violència i publicitat negativa per als Estats Units. Quan Ford va aprovar el programa Davis va renunciar. John Stockwell, cap d'estació de la CIA a Angola, es va fer ressò de les crítiques de Davis dient que caldria ampliar el programa perquè tingués èxit, però el programa ja era massa gran per ser mantingut fora de la vista del públic. L'adjunt de Davis i exambaixador dels EUA durant la participació directa a Xile, Edward Mulcahy, també es va oposar. Mulcahy va presentar tres opcions per a la política dels Estats Units cap Angola el 13 de maig de 1975. Mulcahy creia que el govern de Ford podria usar la diplomàcia per fer campanya contra l'ajuda externa al MPLA comunista, negar-se a prendre partit en la lluita entre faccions, o augmentar el suport al FNLA i a UNITA. No obstant això, va advertir que el suport a UNITA no li sentaria bé a Mobutu Sese Seko, el governant de Zaire.

## Descobriment

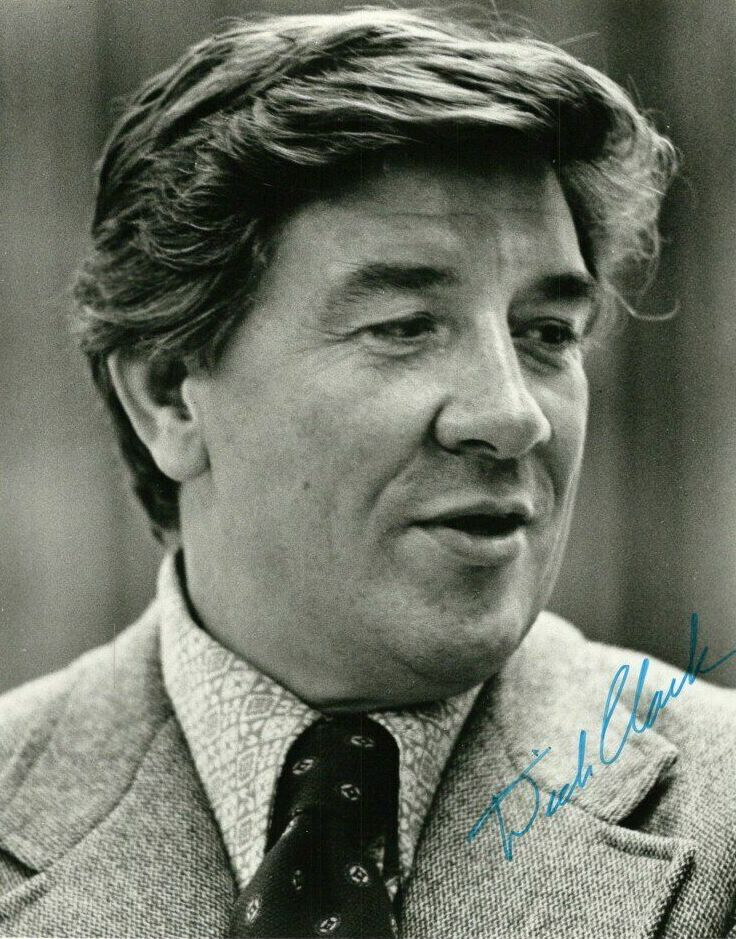
Senador Dick Clark

Dick Clark, un senador demòcrata per Iowa, va descobrir l'operació durant una missió d'investigació a l'Àfrica. Clark va proposar una esmena a la Llei de Control d'Exportació d'Armes, prohibint l'ajuda als grups privats que participin en operacions paramilitars o militars a Angola. El Senat va aprovar el projecte de llei, la votació 54-22 el 19 de desembre de 1975, i la Cambra de Representants va aprovar el projecte de llei, en votació 323-99 el 27 de gener de 1976. Fins i tot després que l'Esmena Clark es va convertir en llei, el llavors director de la CIA, George H. W. Bush, es va negar a reconèixer que tota l'ajuda nord-americana a Angola havien cessat. Segons l'analista d'afers exteriors Jane Hunter, Israel va intervenir com un ISBN [guerra de poder proveïdor intermediari d'armes per als Estats Units després que l'Esmena Clark va entrar en vigor.